# Plavanje na Poletnih olimpijskih igrah 2004
Tekmovanja v plavanju na 28. olimpijskih igrah je gostil Olimpijski plavalni stadion. Tekmovalci in tekmovalke so se pomerili v skupno 32 različnih disciplinah.

## Moški

### 200 m prosti slog
1. Ian Thorpe, Avstralija 1:44,71 OR
2. Pieter van den Hoogenband, Nizozemska 1:45,23
3. Michael Phelps, ZDA 1:45,32

Peter Mankoč se s časom 1:50,72 ni uvrstil v polfinale.

### 400 m prosti slog
1. Ian Thorpe, Avstralija 3:43,10
2. Grant Hackett, Avstralija 3:43,36
3. Klete Keller, ZDA 3:44,11 AM

Bojan Zdešar se s časom 3:59.38 ni uvrstil v polfinale.

### 100 m hrbtno
1. Aaron Peirsol, ZDA 54,06
2. Markus Rogan, Avstrija 54,35
3. Morita Tomomi, Japonska 54,36

### 100 m prsno
1. Kosuke Kitajima, Japonska 1:00.08
2. Brendan Hansen, ZDA 1:00.25
3. Hugues Duboscq, Francija 1:00.88

Emil Tahirovič se s časom 1:02.12 ni uvrstil v polfinale.

### 400 m mešano
1. Michael Phelps, ZDA 4:08.26 WR OR
2. Erik Vendt, ZDA 4:11.81
3. Laszlo Cseh, Madžarska 4:12.15

Marko Milenkovič se s časom 4:30.99 ni uvrstil v finale.

### Štafeta 4×100 m prosto
1. Republika Južna Afrika (Roland Mark Schoeman, Lyndon Ferns, Darian Townsend, Ryk Neethling) 3:13.17 WR OR
2. Nizozemska (Johan Kenkhuis, Mitja Zastrow, Klaas-Erik Zwering, Pieter van den Hoogenband) 3:14.36
3. ZDA (Ian Crocker, Michael Phelps, Neil Walker, Jason Lezak) 3:14.62

## Ženske

### 200 m prosti slog
Sara Isakovič se s časom 2:01.71 ni uvrstila v finale.

### 400 m prosti slog
1. Laure Manaudou, Francija 4:05.34 EU
2. Otylia Jedrzejczak, Poljska 4:05.84
3. Kaitlin Sandeno, ZDA 4:06.19

Anja Čarman se s časom 4:17.79 ni uvrstila v finale.

### 100 m delfin
1. Petria Thomas, Avstralija 57.72
2. Otylia Jedrzejczak, Poljska 57.84
3. Inge de Bruijn, Nizozemska 57.99

### 100 m hrbtno
1. Natalie Coughlin, ZDA 1:00,37
2. Kirsty Coventry, Zimbabve 1:00,50
3. Laure Manaudou, Francija 1:00,88

### 100 m prsno
1. Luo Xuejuan, Ljudska republika Kitajska 1:06,64 OR
2. Brooke Hanson, Avstralija 1:07,15
3. Leisel Jones, Avstralija 1:07,16

### 400 m mešano
1. Jana Kločkova, Ukrajina 4:34,83
2. Kairlin Sandeno, ZDA 4:34,95 AM
3. Georgina Bardach, Argentina 4:37,51

Anja Klinar se s časom 4:46.66 ni uvrstila v finale.

### Štafeta 4×100 m prosto
1. Avstralija (Alice Mills, Lisbeth Lenton, Petria Thomas, Jodie Henry) 3:35,94 WR OR
2. ZDA (Kara Lynn Joyce, Natalie Coughlin, Amanda Weir, Jenny Thompson) 3:36,39 AM
3. Nizozemska (Chantal Groot, Inge Dekker, Marleen Veldhuis, Inge de Bruijn) 3:37,59

## Legenda
- WR = svetovni rekord
- OR = olimpijski rekord
- AM = ameriški rekord
- EU = evropski rekord
- DR = slovenski državni rekord